# Caribeñas Volleyball Club 2018
Questa voce raccoglie le informazioni riguardanti il Caribeñas Volleyball Club nella stagione 2018.

## Stagione
Il Caribeñas Volleyball Club debutta in Liga de Voleibol Superior, partecipando alla prima edizione del torneo: si classifica al primo posto in regular season, accedendo direttamente alla finale dei play-off scudetto, dove sconfigge il Cristo Rey, leaureandosi campione nazionale.

## Organigramma societario
Area direttiva
- Presidente: José Augusto Castro
- Direttore generale: Julio Frías

Area tecnica
- Allenatore: Cristian Cruz
- Assistente allenatore: José Augusto Castro

Area comunicazione
- Ufficio stampa: Carlos Núñez

## Rosa
| N° | Nome              | Ruolo | Data di nascita   | Nazionalità sportiva |
| -- | ----------------- | ----- | ----------------- | -------------------- |
| 1  | Annerys Vargas    | C     | 7 agosto 1981     | Rep. Dominicana      |
| 2  | Winifer Fernández | L     | 6 gennaio 1995    | Rep. Dominicana      |
| 3  | Lisvel Eve        | S     | 10 settembre 1991 | Rep. Dominicana      |
| 4  | Sidarka Núñez     | O     | 25 giugno 1984    | Rep. Dominicana      |
| 5  | Yemarí Reyes      | L     | 23 agosto 1998    | Rep. Dominicana      |
| 6  | Camil Domínguez   | P     | 7 dicembre 1991   | Rep. Dominicana      |
| 7  | Vielka Peralta    | S     | 13 aprile 1999    | Rep. Dominicana      |
| 8  | Cándida Arias     | C     | 11 marzo 1992     | Rep. Dominicana      |
| 10 | Juana Saviñon     | S     | 13 settembre 1980 | Rep. Dominicana      |
| 11 | Iris Santos       | P     | 29 gennaio 1984   | Rep. Dominicana      |
| 12 | Hennesys Lalane   | P     | 10 aprile 2000    | Rep. Dominicana      |
| 13 | Cindy Rondón      | C     | 12 novembre 1988  | Rep. Dominicana      |
| 14 | Prisilla Rivera   | S     | 29 dicembre 1984  | Rep. Dominicana      |
| 15 | Celenia Toribio   | P     | 17 luglio 1994    | Rep. Dominicana      |
| 17 | Gina Mambrú       | O     | 21 gennaio 1986   | Rep. Dominicana      |
| 20 | Brayelin Martínez | O     | 11 settembre 1996 | Rep. Dominicana      |

## Mercato
| Acquisti | Acquisti          | Acquisti          | Acquisti   |
| R.       | Nome              | da                | Modalità   |
| -------- | ----------------- | ----------------- | ---------- |
| C        | Annerys Vargas    | -                 | definitivo |
| L        | Winifer Fernández | -                 | definitivo |
| S        | Lisvel Eve        | Deportivo Géminis | definitivo |
| O        | Sidarka Núñez     | Rebaza Acosta     | definitivo |
| L        | Yemarí Reyes      | ?                 | definitivo |
| P        | Camil Domínguez   | -                 | definitivo |
| S        | Vielka Peralta    | Deportivo Géminis | definitivo |
| C        | Cándida Arias     | -                 | definitivo |
| S        | Juana Saviñon     | ?                 | definitivo |
| P        | Iris Santos       | ?                 | definitivo |
| P        | Hennesys Lalane   | ?                 | definitivo |
| C        | Cindy Rondón      | -                 | definitivo |
| S        | Prisilla Rivera   | Sarıyer           | definitivo |
| P        | Celenia Toribio   | ?                 | definitivo |
| O        | Gina Mambrú       | Jakarta Popsivo   | definitivo |
| O        | Brayelin Martínez | Casalmaggiore     | definitivo |

| Cessioni | Cessioni | Cessioni | Cessioni |
| R. | Nome     | a        | Modalità |
| --- | -------- | -------- | -------- |
| Non sono avvenuti movimenti di mercato in uscita perché la società è stata fondata pochi mesi prima dell'inizio della stagione |          |          |          |

## Statistiche

### Statistiche di squadra
| Competizione | Punti | In casa | In casa | In casa | In trasferta | In trasferta | In trasferta | Totale | Totale | Totale |
| Competizione | Punti | G       | V       | P       | G            | V            | P            | G      | V      | P      |
| ------------ | ----- | ------- | ------- | ------- | ------------ | ------------ | ------------ | ------ | ------ | ------ |
| LVS          | 38    | 0       | 0       | 0       | 0            | 0            | 0            | 14     | 11     | 3      |
| Totale       | -     | 0       | 0       | 0       | 0            | 0            | 0            | 14     | 11     | 3      |

G = partite giocate; V = partite vinte; P = partite perse